# 유산 (청하왕)
청하왕 유산(淸河王 劉蒜, ? ~ 147년)은 후한 후기의 황족·제후왕으로, 마지막 청하왕이다.

## 생애
사람됨이 진중하여 품행에 절도가 있어, 태위 이고를 비롯한 조정의 대신들의 기대를 샀으나, 중상시 조등에게 예의를 갖추지 않았기 때문에 환관들의 미움을 샀다.
건강 원년(144년), 아버지 유연평의 뒤를 이어 청하왕에 봉해졌다.
같은해, 충제가 붕어하였다. 이고는 장성하고 덕망이 있었던 유산이 뒤를 이어야 한다는 생각에 대장군 양기를 설득하였으나 양기는 듣지 않았고, 또 조등을 비롯한 환관들의 반대로 결국 질제가 옹립되었다.
건화 원년(147년), 유문(劉文)과 유유(劉鮪)가 유산을 황제로 추대하려다가 발각되었다. 유문 등은 청하나라의 궁문 앞까지 쳐들어와 청하상 사고(謝暠)를 협박하였으나 사고가 듣지 않으니 찔러 죽였고, 이후 체포되어 주살되었다. 유산 또한 탄핵되어 위씨후(尉氏侯)로 강등되고 계양으로 유배되었으나, 곧 스스로 목숨을 끊었다.

## 출전
- 범엽, 《후한서》 권6 효순효충효질제기·권7 효환제기·권55 장제팔왕열전·권63 이두열전

| 선대 아버지 청하공왕 유연평 | 후한의 청하왕 144년 - 147년 | 후임 (봉국 폐지) |